# Базилуццо
Базилу́ццо (итал. Isola di Basiluzzo) — маленький островок, входящий в состав архипелага Липарских островов, расположенных неподалёку от Сицилии, Италия. Древнее название острова — «Hycesia».
Островок расположен примерно в 3,5 км к северо-востоку от острова Панарея, имеет площадь 0,3 км² и является самым крупным из необитаемых островков и рифов Липарского архипелага. Берега острова изрезаны скалами, обращёнными к морю, в то время как центр представляет собой большое плато, которое на протяжении веков использовалось в качестве места для выращивания сельскохозяйственных культур, пастбищ и устройства сезонных жилищ. В нескольких десятках метров от острова находится утёс Спинаццола, имеющий площадь 0,0055 км² и 79 м в высоту.
Базилуццо имеет вулканическое происхождение и сформирован несколькими слоями древних лавовых потоков, встречаются также слои обсидиана и пемзы. Первые люди появились на нём, как считается исходя из археологических находок, ещё в эпоху неолита. В римские времена здесь размещались сезонные виллы патрициев. Вплоть до начала XX века территория плато острова использовалась как пастбище и место для выращивания каперсов. В 1991 году остров был объявлен природным заповедником с запретом на выращивание здесь каких-либо культур.